# Riedholz
Riedholz (toponimo tedesco) è un comune svizzero di 1 152 abitanti del Canton Soletta, nel distretto di Lebern. Il 1º gennaio 2011 ha inglobato il comune soppresso di Niederwil.

## Geografia fisica
Dopo la fusione, il nuovo comune, più grande, ha una superficie  di 7,2 km². Il 43,6%  è utilizzato per scopi agricoli e il 39% è coperto da foreste. Le aree insediate occupano il 14,6% e la superficie improduttiva totale il 2,8%.
Il comune si trova nel distretto di Lebern, tra una morena e il fiume Aare. È costituito dai villaggi di Riedholz e Niederwil, nonché da frazioni sparse e singoli insediamenti, tra cui Attisholz, che ospita un bagno termale dal XV secolo.

## Storia
Il comune di Riedholz fu abitato fin da tempi molto antichi, come testimonia il ritrovamento di numerosi oggetti in ceramica di epoca romana nei pressi di Attisholz. La prima menzione documentata del luogo risale al 1367 con il nome Rietholtz ; il nome Riedtholtz risale al 1494. Il nome significa qualcosa come "foresta ricoperta di canneti "